# Francis Yard
Francis Yard, eigentlich Athanase François Yard (* 13. September 1873 in Boissay, Département Seine-Maritime; † 28. Februar 1947) war ein französischer Schriftsteller.
Yard, dessen Eltern eine kleine Landwirtschaft betrieben, wuchs in Armut auf. Im Alter von sechzehn Jahren schrieb er seine ersten Gedichte. Eine Erbschaft ermöglichte es ihm, im Alter von 23 Jahren nach Paris zu gehen, wo er als le poète des Chaumes bekannt wurde und 1900 seinen ersten Gedichtband Dehors veröffentlichte.
Von 1904 bis zu seiner Pensionierung 1931 arbeitete Yard als Lehrer, zuletzt an der École Leroy-Petit in Rouen. Daneben verfasste er vom Symbolismus beeinflusste Gedichte. In den Ausgaben des Almanach Normand von 1930 bis 1932 veröffentlichte er Kurzgeschichten und Erzählungen.
Neben einer Sammlung von Legenden und Geschichten aus der Normandie veröffentlichte Yard auch ein linguistisches Werk über die Sprache seiner Heimatregion. Yard starb im Februar 1947 verarmt an einer Lungenentzündung. In Bouchy wurde das 1973 eröffnete Collège Francis Yard nach ihm benannt.

## Werke
- Dehors, Gedichte, 1900
- Le déserteur, Schauspiel, 1904
- Mon village, 1905
- L'an de la terre, 1906
- Le fantôme, Schauspiel, 1907
- A l'image de l'homme, 1910
- Delphin, Schauspiel, 1920
- La chanson des cloches, Poem, 1921
- La messe du Saint Esprit, Schauspiel, 1922
- Les goëlands, 1923
- La maison des bois, 1927
- La pipe, 1927
- Le roi Octobre, 1930
- Naïvetés sur Jeanne d'Arc, 1931
- Le Robec, 1933
- Légendes et Histoires du beau pays de normandie, 1935
- Le patois de mon village
- Le parler normand entre Caux, Vexin et Bray, posth. 1998